# Gornja Brezna
Gornja Brezna (cyr. Горња Брезна) – wieś w Czarnogórze, w gminie Plužine. W 2011 roku liczyła 48 mieszkańców.